# 高山站 (江原道)
高山站（朝鲜语：／ Kosan yŏk */?）是位于朝鮮民主主義人民共和國江原道高山郡的一個鐵路車站，属于江原线。

## 邻近车站
龍池院站 - 高山站 - 董家里站